# بيع التجزئة الإلكتروني
بيع التجزئة الإلكتروني (بالإنجليزية: E-Tailer) هو عملية بيع البضائع للمستهلكين إلكترونياً عن طريق الإنترنت، وتشمل محلات البيع الإلكترونية معارض ومواقع من جميع الأحجام ابتداء من مراكز البيع الكبيرة مثل amazon.com إلى المخازن المحلية الصغيرة التي تملك موقعاً على الإنترنت.

## أنواع بيع التجزئة الإلكتروني
1. Virtual merchant) Pure play): وهو استخدام الإنترنت كوسيلة أساسية للبيع، من أمثلة المواقع التي تستخدم هذه الطريقة: blueNile.com وamazon.com
2. التجارة المتعددة القنوات (بالإنجليزية: Bricks and clicks): تستخدم الإنترنت لعرض سلعة أو خدمة معينة، بالإضافة للخدمات التي تقدم على الإنترنت فإنه تتوفر المعارض تقليدية للعملاء، هذا الجمع بين المعارض في السوق وتوفير خدمات البيع على الإنترنت ساهم في رفع الحركة الاقتصادية لهذه المحلات، ومن الأمثلة على هذه المحلات: wallmart.com وJCPenny.com
3. التجارة بالفهرس: وتتجسد بالمحلات التي تعتمد على مجلات وكاتلوجات العرض على الإنترنت حيث يقوم المشتري باختيار ما يريد من المنتجات، ويذهب لمعاينتها وشرائها واستلامها من المخزن المخصص للمحل، ومع التطور في التجارة الإلكترونية عمدت هذه المحلات لإضافة خدمة تجعل الزبون يختار ويشتري عن طريق الإنترنت. من أمثلة عليها: llbean.com
4. Manufactor direct: وهي المصانع التي تستخدم الإنترنت كطريقة للبيع المباشر لزبائنها. من الأمثلة عليها: Dell.com, Sony.com

## المزايا
- بيع التجزئة الإلكتروني باستخدام طريقة pure play يساهم في رفع الارباح. ويعود ذلك إلى تقليل النفقات مثل مساحات التخزين والعرض وتوفير رواتب العمال وما إلى ذلك.
- تقدم وسيلة فعالة للبدء بمشروع تجاري جديد وبتكلفة منخفضة.
- تسهل الوصول إلى عملاء من جميع أنحاء العالم عبر موقع إلكتروني واحد، فكل مستخدم إنترنت هو عميل محتمل، بالتالي بيع التجزئة الإلكتروني يوسع قاعدة العملاء ويزيد المبيعات.
- البيع الإلكتروني يعتبر طريقة سهلة لجذب الكثير من هؤلاء العملاء الذين لا يملكون الوقت الكافي للتبضع أو لايملكون وسيله للذهاب للسوق.
- توفر منافذ بيع جديده ومباشره للعملاء بدون وجود وسيط.
- البيع بالتجزبة الإلكتروني يتيح بيع المنتجات وتقديم الخدمات في كل وقت.
- توفر للعملاء معلومات أكثر عن الخدمات أو المنتجات التي تقدمها الشركة.

## العيوب
لقد بينت دراسات عديدة أن أسباب فشل البيع بالتجزئة إلكترونيا تكمن في تلبية طلبات واحتياجات العملاء عبر الإنترنت، وأن هذه المؤسسات لا تملك إلا فرصة واحدة لترك الانطباع الجيد الذي يضمن لها عودة المشتري مره أخرى. بالإضافة إلى ذلك، فإن كثرة المواقع التي تعرض منتجاتها زادت من مخاطر فشل هذه المتاجر الاكترونية، ولا ينجح في تلافي هذه المشكلة الا المعارض أو المواقع التي تملك ماركةٍ معروفه يبحث عنها الكل بالإضافة إلى الخبرة التي تشكل عامل كبير ومهم في جذب المستهلكين.

## التحديات
- البيع والشراء عن طريق الإنترنت يشكل بعض القلق لدى المشترين والبائعين من الناحية الأمنية كالتحويلات المالية وما إلى ذلك.
- يواجة المستهلك بعض القلق حيال معلوماته الخاصة التي يدلي بها للموقع لإتمام عمليه الشراء، فهو لا يضمن ان الموقع سوف يقوم بحفظ معلوماته الخاصة، وأيضا لا يمكنه ضمان عدم سرقة معلوماته من قبل الأفراد والمجموعات التي قد تخترق الموقع وتكشف بياناته أثناء عملية الإرسال
- كما تواجه مثل هذه المحال تحدي إيصال السلعة بأسرع وقت للمشتري، وهذه من الامور المهمة التي تضمن للموقع الحفاظ على زبائنه.
- هناك أيضا مشكلة عدم وصول البضاعة بحالتها السليمة، وخطر تعرضها للتلف أو التبديل أو الضياع أثناء الإرسال

وقد أنشئت العديد من المنظمات التي تساعد المستهلك على أخذ حقوقه كاملة والحفاظ على خصوصيته، منها: دائرة الأعمال الأفضل (بالإنجليزية: Better Business Bureau) ومنظمة TRUSTe وغيرها الكثير.

## قوانين التجارة الإلكترونية
التجارة الإلكترونية يجب أن تلتزم بالقواعد والتشريعات التي أنشأتها منظمات مثل لجنة التجارة الاتحادية ورابطة تجارة التجزئة الإلكترونية. هذه المنظمات وغيرها من المنظمات المماثلة من مهمتها ضمان أن عمليات البيع الإلكترونية لا تزال أخلاقية في ممارساتها ولا تعتمد على الخداع والتحريف.
| المنطقة/الدولة             | القيمة (مليار دولار) |
| -------------------------- | -------------------- |
| الولايات المتحدة الأمريكية | 44                   |
| الاتحاد الأوروبي           | 29                   |
| منطقة آسيا والمحيط الهادي  | 15                   |
| أمريكا اللاتينية           | 2.3                  |
| أفريقيا                    | 0.004                |

## إحصائيات
ما زالت مبيعات التجزئة بواسطة الإنترنت تمثل جزءا ضئيلاً من الأرقام الكلية لمبيعات التجزئة التي بلغت حوالي 1.5% في الولايات المتحدة الأمريكية والاتحاد الأوروبي، على الرغم من ازدياد عدد المستهلكين الذين يستخدمون الإنترنت للبحث عن مشتريات كانوا يجرونها سابقا في المتاجر. أما تقديرات مجموع مبيعات التجزئة خلال عام 2003 على الشبكة مباشرة فهي كما بالجدول.